# (143052) 2002 WY2
(143052) 2002 WY2 (2002 WY2, 2001 MQ22) — астероїд головного поясу, відкритий 24 листопада 2002 року.
Тіссеранів параметр щодо Юпітера — 3,532.